# Pärlsolfjäderstjärt
Pärlsolfjäderstjärt (Rhipidura perlata) är en fågel i familjen solfjäderstjärtar inom ordningen tättingar.

## Utseende och läte
Pärlsolfjäderstjärten är en 17–18 cm lång flugsnapparliknande tätting med den för släktet karakteristiska solfjäderformade stjärten. Fjäderdräkten är övervägande mörkt skiffergrå, med bruna handpennor och små vita fläckar på vingtäckarna som formar ett vingband. Stjärten är svart med vitspetsade stjärtpennor.
På strupen och bröstet är den mörkgrå med vita spolstreck som gett arten dess namn, medan flankerna är gråaktig och undergumpen vit. På huvudet syns ett kort ögonbrynsstreck och ett vitt strupsidesstreck.

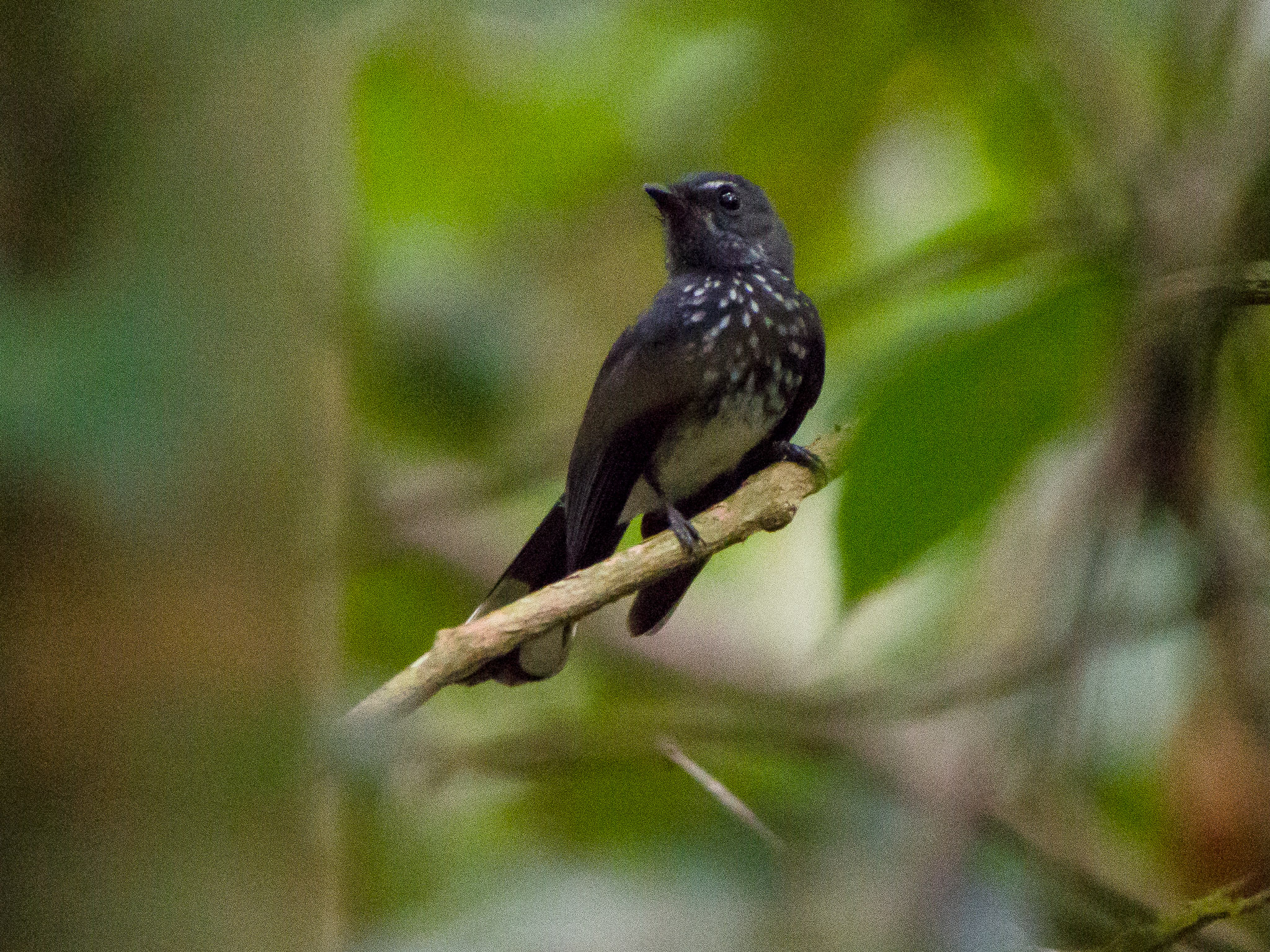

Sången är behaglig och består av bubblande toner, i engelsk litteratur återgiven som "chi-ch’ch-chlipchilip-ching", sista tonen ekande.

## Utbredning och systematik
Fågeln förekommer på södra Malackahalvön, Sumatra och Borneo. Den behandlas som monotypisk, det vill säga att den inte delas in i några underarter.

## Status och hot
Arten har ett stort utbredningsområde, men tros minska i antal, dock inte tillräckligt kraftigt för att den ska betraktas som hotad. Internationella naturvårdsunionen IUCN listar därför arten som livskraftig (LC).